# Djarmelza van Putten
Djarmelza van Putten (Heumen 16 september 1988) is een Nederlands voetballer die in seizoen 2010/11 voor VVV-Venlo speelde in de Eredivisie Vrouwen. Ze is een jongere zus van Peter, Frits en Djimmie van Putten die in het profvoetbal speelden.

## Carrière
Van Putten begon haar carrière bij Vitesse '08 en kwam via VV Reuver en SV Venray in 2010 terecht bij VVV-Venlo. De BVO startte dat jaar met een elftal in de Eredivisie Vrouwen. Ze speelde 19 duels en scoorde eenmaal. Na een jaar besloot ze zich volledig op haar studie te gaan richten. Ze ging spelen bij het Nijmeegse SV Blauw Wit. In het zaalvoetbal kwam Van Putten nog uit voor Lake Valley uit Venray en FSG/Gezien.nl uit Sittard.

## Statistieken
| Seizoen | Club      | Land      | Competitie | Wedstrijden | Doelpunten |
| ------- | --------- | --------- | ---------- | ----------- | ---------- |
| 2010/11 | VVV-Venlo | Nederland | Eredivisie | 19          | 1          |
| Totaal  | Totaal    | Totaal    | Totaal     | 19          | 1          |

Laatste update 18 mei 2011 09:09 (CEST)